# Карбид лантана
Карби́д ланта́на (углеро́дистый лантан, химическая формула — LaC2) — бинарное неорганическое соединение лантана и углерода.
При стандартных условиях, карбид лантана — жёлтые кристаллы тетрагональной сингонии, реагирующие с водой.

## Физические свойства
Карбид лантана образует жёлтые кристаллы тетрагональной сингонии, пространственная группа I 4/mmm, параметры ячейки a = 0,392 нм, c = 0,655 нм, Z = 2.

## Химические свойства
- Взаимодействие с водой:

{\displaystyle {\mathsf {4LaC_{2}+12H_{2}O\ {\xrightarrow {}}\ 4La(OH)_{3}+3C_{2}H_{2}+C_{2}H_{6}}}}

## Получение
- Нагревание лантана с углеродом в атмосфере водорода в электрической печи:

{\displaystyle {\mathsf {La+2C\ {\xrightarrow {2000^{o}C}}\ LaC_{2}}}}